# Ocean Avenue (album)
Ocean Avenue è il quarto album degli Yellowcard, pubblicato nel 2003 dalla Capitol Records. È stato il primo grande successo del gruppo: negli Stati Uniti ha venduto oltre 2,5 milioni di copie, diventando disco di platino.
L'album, insieme ad altri degli Yellowcard, è stato oggetto di non poche discussioni tra i critici musicali ed i fan in ordine alla sua eventuale appartenenza al genere musicale emo, in particolare tra gli album della recente "terza ondata".
Da questo album sono stati estratti i singoli Way Away, Ocean Avenue e Only One.
L'album ha avuto una grandissima importanza nella musica pop punk del primo decennio del XXI secolo, e molti fan e critici sulla scena del rock hanno successivamente dichiarato che è grazie a quest'album che hanno iniziato a sviluppare il loro interesse per la musica.
Il sito Ultimate-guitar l'ha nominato al settimo posto della classifica dei migliori album pop punk.
Nel 2013 gli Yellowcard hanno pubblicato Ocean Avenue Acoustic, una versione acustica del disco in occasione del decennale dalla sua pubblicazione.

## Antefatti
L'album è prodotto da Neal Avron, iniziando una lunga collaborazione tra la band ed il produttore californiano che si protrarrà per tutti i seguenti 4 album. Dopo aver firmato per la Capitol Records l'anno precedente, la band si trova a disposizione più tempo, soldi e tecnologie di quelli che avevano precedentemente, e difatti proprio durante le fasi di scrittura e registrazione del disco la band ha capito che le cose cominciavano a farsi sul serio. In particolare in queste fasi la band ha in seguito evidenziato come si fosse creata un'atmosfera magica -che ha certamente contribuito al successo del disco rendendolo allegro e spensierato- mai più ripetuta nei due dischi successivi prima dello scioglimento. Il nucleo principale della musica è stato scritto dalla band nei due mesi passati nella casa estiva del chitarrista della band Ben Harper a Lake Arrowhead (California); poi la band ha portato il materiale a disposizione a Neal Avron, e con lui ha lavorato per ultimare la scrittura dell'album.

## Classifiche
L'album raggiunge la sua posizione più alta con il 23º posto nella Billboard 200, ma il suo strepitoso successo è testimoniato dalle 81 settimane nelle quali è rimasto nella classifica. L'album entra in classifica anche in Nuova Zelanda, dove debutta nel marzo del 2004 al nono posto, salendo poi all'ottavo la settimana successiva. In seguito resta altre cinque settimane nella graduatoria, con 14º, 28º, 33º, 37º, 31º posto.
| Classifica    | Posizione |
| ------------- | --------- |
| Nuova Zelanda | 8         |
| Stati Uniti   | 23        |

## Canzoni

### Way Away
È il primo singolo tratto da Ocean Avenue, pubblicato il 30 maggio 2004. La canzone compare nelle colonne sonore dei videogiochi SSX 3 e Madden 2004, nonché in un episodio del telefilm Smallville.

### Breathing
È stata la prima canzone che la band ha potuto ascoltare dopo il mixaggio, e Ryan Key ha detto che i cinque erano quasi estasiati dal sentire quanto potente era stato reso il loro sound rispetto ai dischi precedenti. Breathing può essere ascoltata nel videogioco Burnout 3: Takedown; inoltre compare in Flatout 2.

### Ocean Avenue
Secondo singolo (pubblicato il 5 settembre 2004) nonché title track, è la canzone più conosciuta degli Yellowcard e sin dai primi concerti è stata costantemente presente nella scaletta della band. Ryan Key ha rivelato che, per assurdo, la canzone ha rischiato di non figurare sull'album perché lui non riusciva a finire di scrivere il ritornello.
Ocean Avenue è una via di Jacksonville, città natale degli Yellowcard. Il nome esatto della via è Ocean Boulevard, ma il cantante Ryan Key l'ha modificato per adattarlo alla rima. Il video, diretto da Marc Webb, riprende il concetto del film Lola corre, in cui una ragazza deve recuperare 100.000 marchi in 20 minuti per salvare la vita al suo ragazzo: il film è diviso in tre parti, ognuna delle quali comincia nel momento in cui Lola inizia a correre; in ognuna incontra gli stessi personaggi, ma ogni volta accade qualcosa di leggermente diverso dalla parte precedente, alterando così il finale. Per sottolineare questa alternanza, nel video la giacca di Ryan ha un numero diverso ad ogni ripetizione. La stanza inquadrata nel video con i graffiti è ripresa nel video per Rough Landing, Holly (ma con più graffiti), sempre diretto da Marc Webb. L'auto utilizzata è una Mustang Mach 1 Il video ha vinto il premio MTV2 Award agli MTV Music Video Awards 2004.
La canzone compare come traccia suonabile nel videogioco Band Hero. Buzzfeed l'ha inserita nel 2013 al 15º posto in una lista delle migliori canzoni pop punk da cantare al karaoke.

### Empty Apartment
La canzone compare nell'episodio La festa della prima stagione di One Tree Hill. Il testo parla di un ex membro degli Yellowcard, uscito dalla band a causa di un litigio con gli altri ragazzi; Ryan Key esprime la sua tristezza per come sono andate le cose e spera che in futuro i loro rapporti possano tornare quelli di un tempo.

### Life of a Salesman
Il titolo riprende la nota opera teatrale di Arthur Miller Death of a Salesman (in italiano Morte di un commesso viaggiatore).

### Only One
La canzone è stata pubblicata il 25 gennaio 2005 come terzo ed ultimo singolo dell'album. Il video vede protagonisti Ryan Key e l'attrice Rachel Miner, che interpreta il ruolo di fidanzata del cantante.

### Twentythree
Le strofe di questa canzone sono cantate dal violinista Sean Mackin, che canta da una prospettiva di terza persona, mentre Ryan Key canta i ritornelli in prima persona.

### View from Heaven
La canzone è dedicata a Scott Shad, batterista e membro fondatore degli Inspection 12, morto in un incidente stradale nel 2001. Ryan Key era legato a lui da una fraterna amicizia. La voce femminile è di Alieke Wijnveldt, sorella di Alex Lewis, il quale in quel periodo aveva sostituito Peter Mosely come bassista del gruppo.

### Believe
La canzone è molto nota in quanto è dedicata ai vigili del fuoco che l'11 settembre 2001 hanno perso la vita per cercare di salvare le vittime dell'attentato al World Trade Center. A metà canzone si sente una registrazione di un frammento del discorso tenuto dal sindaco di New York Michael Bloomberg l'11 settembre 2002, in occasione della commemorazione degli attentati di un anno prima. A fine canzone invece si sente la registrazione di George Pataki, governatore dello Stato di New York, che cita un pezzo del discorso di Gettysburg pronunciato da Abraham Lincoln il 19 novembre 1863 al Gettysburg National Cemetery durante la Guerra di Secessione.
La band ha deciso di stampare un certo numero di copie del singolo di questa canzone e le ha spedite, assieme ad una lettera aperta da parte di Ryan Key, ai militari, vigili del fuoco e tutti i primi soccorritori di quella giornata, in segno di ringraziamento per il loro coraggio. La canzone è da sempre presente nelle scalette dei live della band ed è una delle canzoni preferite tanto dai fan quanto dalla band, soprattutto per il suo significato.

## Tracce
1. Way Away – 3:22
2. Breathing – 3:38
3. Ocean Avenue – 3:18
4. Empty Apartment – 3:36
5. Life of a Salesman – 3:18
6. Only One – 4:17
7. Miles Apart – 3:32
8. Twenty Three – 3:27
9. View from Heaven – 3:22
10. Inside Out – 3:40
11. Believe – 4:31
12. One Year, Six Months – 3:28
13. Back Home – 3:57

### Tracce bonus
La versione giapponese dell'album contiene anche le canzoni Firewater, Hey Mike, Way Away (versione acustica) e Avondale (versione acustica)

## Formazione
- Ryan Key – voce e chitarra
- Sean Mackin – violino e voce di fondo
- Benjamin Harper – chitarra
- Longineu Parsons III – batteria
- Peter Mosely – basso